# Gustav Adolph Rösler

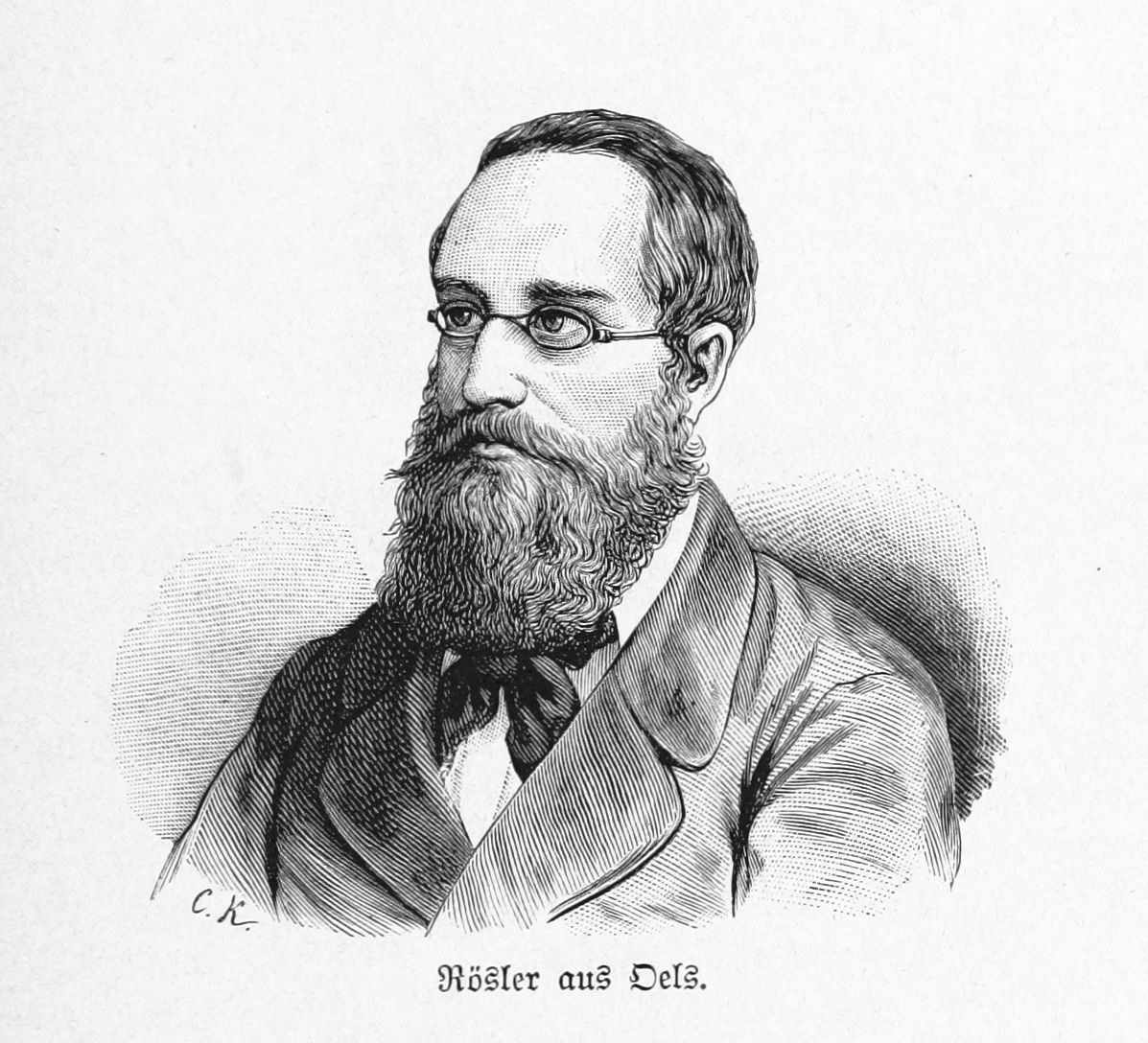
Gustav Adolph Rösler

Gustav Adolph Rösler (* 31. Oktober 1818 in Görlitz; † 13. August 1855 in Quincy) war Abgeordneter der Frankfurter Nationalversammlung.  

## Leben
Er war Sohn des Johann August Rösler, Gymnasialrektor in Görlitz. Er besuchte dort das Gymnasium und studierte zwischen 1835 und 1839 in Berlin und Breslau Geschichte und Staatswissenschaften. Danach war er bis 1844 Hilfslehrer an einer privaten Mädchenschule in Breslau. Er war 1843 auch Redakteur der „Lausitzer Chronik“ und verfasste verschiedene kleinere Schriften. Seit 1844 war er Lehrer am Gymnasium in Oels. Er unterrichtete Deutsch und Geschichte. Im Jahr 1848 wurde er daneben auch Redakteur des oppositionellen „Wochenblattes für das Fürstentum Oels.“ Dadurch politisch bekannt geworden, wurde er im Mai 1848 für den Wahlkreis Oels in die Frankfurter Nationalversammlung gewählt. Er gehörte der linken Fraktion Deutscher Hof an. Er spielte dort keine wirklich herausragende Rolle. Allerdings hat er über die Vorgänge im Parlament und die Mitglieder mit groben Spott berichtet. Auf der anderen Seite wurde er in Karikaturen wegen seiner Kleidung als „Reichskanarienvogel“ bezeichnet. 

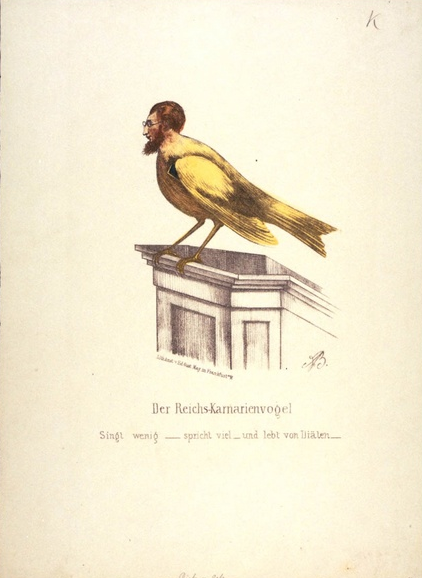
Karikatur von Alfons von Boddien auf Rösler als Reichskanarienvogel: Singt wenig – spricht viel – lebt von Diäten

Er hat sich in den Verhandlungen zu verschiedenen Themen häufig zu Wort gemeldet. Eine größere Parlamentsrede hielt er am 1. August 1848 zur Abschaffung des Adels. Er hat im September 1848 unter Einsatz seines Lebens zwischen den Konfliktparteien vermittelt und zur Einstellung des Barrikadenkampfes der Aufständischen in Frankfurt beigetragen. Diese Tat machte ihn bekannt. Im November des Jahres hat er sich gegen die Auflösung der preußischen Nationalversammlung in Schlesien betätigt. Er gehörte 1849 auch dem Rumpfparlament in Stuttgart an. 
Nach dessen Auflösung folgte er dem Parlamentspräsidenten als Schriftführer nach Baden-Baden und Freiburg im Breisgau. Im Mai und Juni 1849 war er aktiver Teilnehmer des badischen Aufstandes. Er war Kommissar der Reichsregentschaft in Württemberg und dem Schwarzwald. Im Juli des Jahres 1849 wurde er verhaftet und anschließend zu vier Monaten Festungshaft auf der Festung Hohenasperg verurteilt. Im Oktober des Jahres wurde er auf Kaution freigelassen. Auf Betreiben Preußens wurde er im Dezember erneut verhaftet und auf Hohenasperg in Untersuchungshaft gehalten. 
Im Februar 1850 gelang ihm mit Hilfe seiner Frau die Flucht in die Schweiz. In Abwesenheit fand zwischen August und September 1851 ein Strafverfahren wegen Hochverrats in Breslau statt. Dort wurde er zu acht Jahren Zuchthaus wegen Majestätsbeleidigung, Verleitung von Soldaten zum Treubruch und Aufforderung zu Aufruhr und Hochverrat verurteilt. Bereits seit 1850 lebte Rösler in den USA. Dort arbeitete er zunächst als Privatlehrer und war später Leiter von deutschen Schulen in New York City und Milwaukee. Zwischen 1852 und 1855 war er Herausgeber der „Quincy Tribune“ in Quincy. 